# 신호 처리

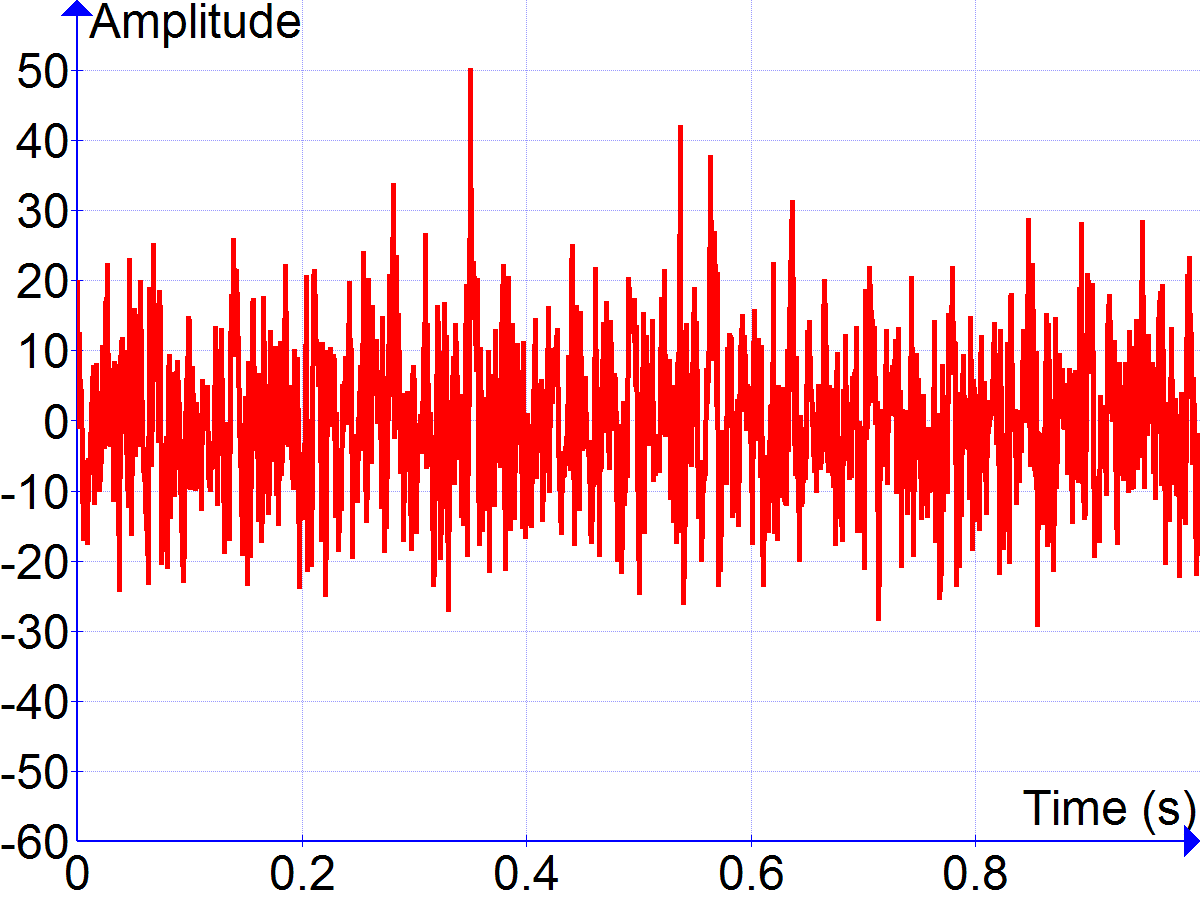

신호 처리(信號處理)는 신호 연산이나 신호 분석을 다루는 전기공학, 응용수학의 분야를 말한다. 간단히 말하여 신호를 여러 목적에 따라 가공하는 일이나 그 기술을 가리킨다. 신호는 아날로그 또는 디지털 신호로 표현되며, 음향, 전자기파, 영상 또는 센서 출력값 등 다양한 측정값을 표현할 수 있다.

## 분류
- 아날로그 신호 처리
- 이산 시간 신호 처리
- 디지털 신호 처리

## 신호 처리 분야
- 통계학적 신호 처리
- 오디오 신호 처리
- 회화 신호 처리
- 영상 처리
- 배열 처리
- 시간 주파수 신호 처리
- 필터링
- 진동성 신호 처리
- 데이터 마이닝

## 역사
Alan V. Oppenheim과 Ronald W. Schafer에 따르면 신호 처리의 원칙은 17세기의 고전적인 수치 해석 기술에서 볼 수 있다고 하였다. 또, 수치화는 1940년대와 1950년대의 디지털 제어 시스템에서 볼 수 있다고 하였다.

## 같이 보기
- 최적화